# Altamaha
Le fleuve Altamaha (anglais : Altamaha River) est un fleuve des États-Unis long de 220 kilomètres qui se jette dans l'océan Atlantique. En incluant ses affluents, le bassin hydrographique de la rivière Altamaha est d’environ 36 000 km2, ce qui le place parmi les plus grands bassins fluviaux de la côte atlantique des États-Unis

## Parcours

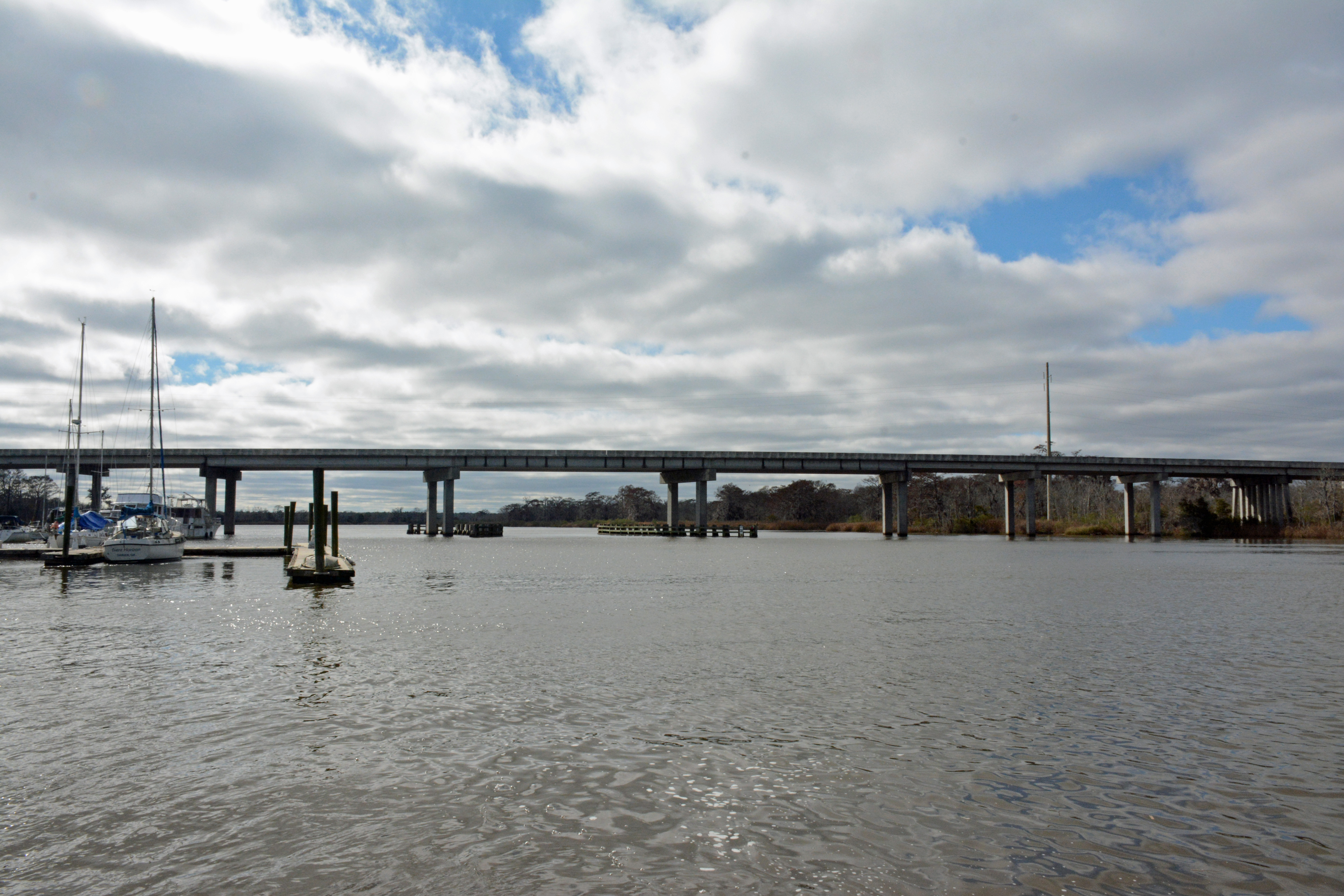
Vu du pont de l'US Route 17 en Géorgie depuis l'Altamaha, situé entre les comtés de McIntosh et de Glynn

Le fleuve débute au centre de l'État de Géorgie au confluent des deux rivières Oconee et Ocmulgee. Il se dirige vers le sud-est pour se jeter dans l'océan Atlantique à Darien à quelques kilomètres au nord de Brunswick. La rivière Altamaha traverse une vaste zone de faible densité de population avec peu de villes importantes le long de son cours. Les grandes villes sont le long de ses affluents supérieurs, comme Milledgeville sur l’Oconee et Macon sur l’Ocmulgee. L’estuaire de la rivière Altamaha, où l'eau douce et salée se mélangent, est d’environ 67 km2. Le delta a été désigné comme un site d'importance régionale pour la réserve d'oiseaux de rivage de l'hémisphère occidental. En ajoutant son plus long affluent (l’Ocmulgee), la longueur du complexe Altamaha-Ocmulgee est de 760 km.

## Principaux affluents
- Oconee
- Ocmulgee
- Ohoopee

## Rumeurs cryptozoologiques
Tout comme le Loch Ness, ce fleuve abriterait un monstre, surnommé Altamaha-ha (en)